# Llista d'asos de l'aviació de la Segona Guerra Mundial amb 10-5 victòries
Aquesta és una llista dels asos de l'aviació de la Segona Guerra Mundial. Els asos de l'aviació durant la II Guerra Mundial tenen una enorme varietat de victòries, a causa de diversos factors: el nivell d'habilitat del pilot, l'actuació de l'avió amb el que volava i contra els que volava, quant de temps serví, les oportunitats de trobar-se l'enemic a l'aire (hi ha una desproporció entre els aliats i l'Eix) i els estàndards que el seu servei portà a rebre els crèdits de les victòries.
Cap al final de la guerra, les Potències de l'Eix havien esgotat les reserves de pilots entrenats, i els novells no tenien gaires oportunitats per adquirir experiència per tenir èxit.
A més, les diverses polítiques nacionals diferien: els pilots de l'Eix volaven fins que resultaven morts, mentre que els pilots Aliats d'èxit rotaven rutinàriament per ser destinats a bases d'entrenament per educar els pilots cadets. A més, cada país comptabilitzava de manera diferent les victòries: els alemanys comptaven una victòria compartida a un únic pilot, mentre que els francesos la compartien entre tots els participants. Els britànics, els finesos i els americans donaven fraccions de les victòries aèries. Alguns comandants americans també comptaren els avions destruïts a terra. Els soviètics comptaven només les victòries en solitari, mentre que les victòries compartides eren comptades separadament; de la mateixa manera que feien els japonesos. Les victòries probables normalment no es comptaven.

## Asos de l'aviació
| As                               | País                   | Servei Militar                       | Victòries                             | Anotacions |
| -------------------------------- | ---------------------- | ------------------------------------ | ------------------------------------- | --- |
| Robert W. Aschenbrenner          | Estats Units           | USAAF                                | 10                                    | Creu del Servei Distingit, Creu dels Vols Distingits (5), Cor Porpra, Medalla de l'Aire (9) |
| Wilfred Arthur                   | Austràlia              | Royal Australian Air Force           | 10                                    | Orde del Servei Distingit, Creu dels Vols Distingits |
| Virgil Brennan                   | Austràlia              | Royal Australian Air Force           | 10                                    | Creu dels Vols Distingits, Medalla dels Vols Distingits |
| Colin Parkinson                  | Austràlia              | Royal Australian Air Force           | 10                                    | |
| Frank B. Baldwin                 | Estats Units           | U.S. Marine Corps                    | 10                                    | |
| Wayne K. Blickenstaff            | Estats Units           | USAAF                                | 10                                    | |
| Joseph E. Broadhead              | Estats Units           | USAAF                                | 10                                    | |
| Carl A. Brown, Jr.               | Estats Units           | U.S. Navy                            | 10                                    | |
| Thaddeus T. Coleman              | Estats Units           | U.S. Navy                            | 10                                    | |
| William K. Giroux                | Estats Units           | USAAF                                | 10                                    | |
| Walter J. Goehausen, Jr.         | Estats Units           | USAAF                                | 10                                    | |
| Ernest A. Harris                 | Estats Units           | USAAF                                | 10                                    | |
| Alwin M. Juchheim, Jr.           | Estats Units           | USAAF                                | 10 (+6 a terra)                       | |
| Veikko Karu                      | Finlàndia              | Força Aèria Finesa                   | 10                                    | |
| Mauno Kirjonen                   | Finlàndia              | Força Aèria Finesa                   | 10                                    | |
| Ahti Laitinen                    | Finlàndia              | Força Aèria Finesa                   | 10                                    | |
| Herbert H. Long                  | Estats Units           | U.S. Marine Corps                    | 10                                    | |
| Edward E. Lines                  | Estats Units           | USAAF                                | 10                                    | |
| Thomas H. Mann, Jr.              | Estats Units           | U.S. Marine Corps                    | 10                                    | |
| Joseph L. Mansker                | Estats Units           | USAAF                                | 10                                    | |
| Harris E. Mitchell               | Estats Units           | U.S. Navy                            | 10                                    | |
| Mikko Pasila                     | Finlàndia              | Força Aèria Finesa                   | 10                                    | |
| Robert J. Rankin                 | Estats Units           | USAAF                                | 10                                    | |
| Thomas H. Reidy                  | Estats Units           | U.S. Navy                            | 10                                    | |
| Andrew J. Reynolds               | Estats Units           | USAAF                                | 10                                    | |
| Robert L. Scott, Jr.             | Estats Units           | USAAF                                | 10                                    | |
| Arthur Singer, Jr.               | Estats Units           | U.S. Navy                            | 10                                    | |
| John M. Smith                    | Estats Units           | U.S. Navy                            | 10                                    | |
| Paul M. Stanch                   | Estats Units           | USAAF                                | 10                                    | |
| Elliot Summer                    | Estats Units           | USAAF                                | 10                                    | |
| James S. Swope                   | Estats Units           | U.S. Navy                            | 10                                    | |
| Robert V. Westermark             | Estats Units           | USAAF                                | 10                                    | |
| Fletcher E. Adams                | Estats Units           | USAAF                                | 9½                                    | |
| Ernest E. Bankey, Jr.            | Estats Units           | USAAF                                | 9½ (+8 a terra)                       | Creu del Servei Distingit, Estrella de Plata, Creu dels Vols Distingits, Medalla de l'Aire, Creu de Guerra 1939-1945                                                                             |
| Leonard J. Check                 | Estats Units           | U.S. Navy                            | 9½                                    | |
| Edward Coate                     | Austràlia              | Royal Australian Air Force           | 9½                                    | |
| Ernest C. Fiebelkorn             | Estats Units           | USAAF                                | 9½(9?) (+2 a terra)                   | |
| Aleksander Gabszewicz            | Polònia                | Força Aèria Polonesa/Royal Air Force | 9½                                    | Orde Virtuti Militari (Creu d'Or i de Plata), Comandant de l'Orde Polònia Restituta, Creu al Valor (4), Orde del Servei Distingit amb Barra. Creu dels Vols Distingits, Creu de Guerra 1939-1945 |
| Michał Maciejowski               | Polònia                | Força Aèria Polonesa/Royal Air Force | 9½                                    | |
| Dale F. Spencer                  | Estats Units           | USAAF                                | 9½ (+½ a terra)                       | |
| Robert C. Coats                  | Estats Units           | U.S. Navy                            | 9⅓                                    | |
| Mirosław Ferić                   | Polònia                | Força Aèria Polonesa/Royal Air Force | 9⅓                                    | Orde Virtuti Militari (Creu de Plata), Creu al Valor (2), Creu dels Vols Distingits |
| Henryk Szczęsny                  | Polònia                | Força Aèria Polonesa/Royal Air Force | 9⅓                                    | |
| Charles R. Bond                  | Estats Units           | AVG                                  | 9¼                                    | Legió del Mèrit (2), Creu dels Vols Distingits, Cor Porpra |
| Stephen W. Andrew                | Estats Units           | USAAF                                | 9 (+6½ a terra)                       | |
| William M. Banks                 | Estats Units           | USAAF                                | 9½                                    | |
| Lee "Buddy" Archer               | Estats Units           | USAAF                                | 9 (+6 a terra)                        | Creu dels Vols Distingits, Medalla de l'Aire (19) |
| Aleksander Chudek                | Polònia                | Força Aèria Polonesa/Royal Air Force | 9                                     | |
| Jan Falkowski                    | Polònia                | Força Aèria Polonesa/Royal Air Force | 9                                     | |
| Roderick Bowes                   | Austràlia              | Royal Australian Air Force           | 9                                     | |
| James Timothy Kearney            | Austràlia              | Royal Australian Air Force           | 9                                     | |
| Edgar R. Bassett                 | Estats Units           | U.S. Navy                            | 9                                     | Creu de la Marina, Medalla de l'Aire |
| Norman R. Berree                 | Estats Units           | U.S. Navy                            | 9                                     | |
| William R. Beyer                 | Estats Units           | USAAF                                | 9                                     | |
| George E. Bostwick               | Estats Units           | USAAF                                | 9(+6 a terra)                         | |
| Mark K. Bright                   | Estats Units           | U.S. Navy                            | 9                                     | |
| Paul D. Buie                     | Estats Units           | U.S. Navy                            | 9                                     | |
| Henry A. Carey, Jr.              | Estats Units           | U.S. Navy                            | 9                                     | |
| Frederick F. Champlin            | Estats Units           | USAAF                                | 9                                     | |
| Frank J. Collins                 | Estats Units           | USAAF                                | 9 (8?)                                | |
| William M. Collins, Jr.          | Estats Units           | U.S. Navy                            | 9                                     | |
| Richard L. Cormier               | Estats Units           | U.S. Navy                            | 9                                     | |
| Louis E. Curdes                  | Estats Units           | USAAF                                | 9                                     | |
| Perry A. Dahl                    | Estats Units           | USAAF                                | 9                                     | |
| James B. Dalglish                | Estats Units           | USAAF                                | 9 (incl 3 V-1s)                       | |
| Jefferson J. DeBlanc             | Estats Units           | U.S. Marine Corps                    | 9                                     | Medalla d'Honor, Creu dels Vols Distingits, Cor Porpra, Medalla de l'Aire (5) |
| Richard W. Dunkin                | Estats Units           | USAAF                                | 9                                     | |
| Richard T. Eastmond              | Estats Units           | U.S. Navy                            | 9                                     | |
| Robert A. Elder                  | Estats Units           | USAAF                                | 9 (+2 a terra)                        | |
| Eugene H. Emmons                 | Estats Units           | USAAF                                | 9                                     | |
| Grover E. Fanning                | Estats Units           | USAAF                                | 9                                     | |
| Edward L. Feightner              | Estats Units           | U.S. Navy                            | 9                                     | |
| Sylvan Feld                      | Estats Units           | USAAF                                | 9                                     | |
| Joseph M. Forester               | Estats Units           | USAAF                                | 9                                     | |
| Marvin J. Franger                | Estats Units           | U.S. Navy                            | 9                                     | |
| Doris C. Freeman                 | Estats Units           | U.S. Navy                            | 9                                     | |
| Kenneth W. Gallup                | Estats Units           | USAAF                                | 9 (+2 a terra)                        | |
| Thomas S. Harris                 | Estats Units           | U.S. Navy                            | 9                                     | |
| Frederick R. Haviland, Jr.       | Estats Units           | USAAF                                | 9 (+6 a terra)                        | |
| Allen E. Hill                    | Estats Units           | USAAF                                | 9                                     | |
| Frank D. Hurlburt                | Estats Units           | USAAF                                | 9                                     | |
| George C. Kiser                  | Estats Units           | USAAF                                | 9                                     | |
| Joseph J. Lesicka                | Estats Units           | USAAF                                | 9                                     | |
| Christopher L. Magee             | Estats Units           | U.S. Marine Corps                    | 9                                     | |
| Louis A. Menard, Jr.             | Estats Units           | U.S. Navy                            | 9                                     | |
| Virgil K. Merony                 | Estats Units           | USAAF                                | 9                                     | |
| Stanley B. Morrill               | Estats Units           | USAAF                                | 9                                     | |
| Edmund F. Overend                | Estats Units           | U.S. Marine Corps                    | 9 (5 AVG)                             | |
| Lloyd J. Overfield               | Estats Units           | USAAF                                | 9                                     | |
| Joel B. Paris III                | Estats Units           | USAAF                                | 9                                     | |
| Harvey P. Picken                 | Estats Units           | U.S. Navy                            | 9                                     | |
| Eugene D. Redmond                | Estats Units           | U.S. Navy                            | 9                                     | |
| William N. Reed                  | Estats Units           | USAAF                                | 9 (3 AVG)                             | |
| Daniel R. Rehm, Jr.              | Estats Units           | U.S. Navy                            | 9                                     | |
| Eugene P. Roberts                | Estats Units           | USAAF                                | 9                                     | |
| Meryl M. Smith                   | Estats Units           | USAAF                                | 9                                     | |
| Robert T. Smith                  | Estats Units           | AVG                                  | 9                                     | Estrella de Plata, Creu dels Vols Distingits, Medalla de l'Aire, Creu dels Vols Distingits |
| James S. Stewart                 | Estats Units           | U.S. Navy                            | 9                                     | |
| John S. Stewart                  | Estats Units           | USAAF                                | 9                                     | |
| Franklin C. Thomas, Jr.          | Estats Units           | U.S. Marine Corps                    | 9                                     | |
| Arthur Van Haren, Jr.            | Estats Units           | U.S. Navy                            | 9                                     | Creu dels Vols Distingits (2), Cor Porpra, Medalla de l'Aire |
| Benjamin F. Warmer               | Estats Units           | USAAF                                | 9                                     | |
| Robert H. White                  | Estats Units           | USAAF                                | 9                                     | |
| Judge E. Wolfe                   | Estats Units           | USAAF                                | 9                                     | |
| Charles E. Watts                 | Estats Units           | U.S. Navy                            | 8.75                                  | |
| Zdzisław Henneberg               | Polònia                | Força Aèria Polonesa/Royal Air Force | 8½                                    | Orde Virtuti Militari (Creu de Plata), Creu al Valor (3), Creu dels Vols Distingits (Regne Unit)                                                                                                 |
| Stanisław Brzeski                | Polònia                | Força Aèria Polonesa/Royal Air Force | 8½                                    | |
| Wacław Król                      | Polònia                | Força Aèria Polonesa/Royal Air Force | 8½                                    | |
| John L. Banks                    | Estats Units           | U.S. Navy                            | 8½                                    | |
| William E. Bryan, Jr.            | Estats Units           | USAAF                                | 8½                                    | |
| James B. Cain                    | Estats Units           | U.S. Navy                            | 8½                                    | |
| Charles J. Cesky                 | Estats Units           | USAAF                                | 8½                                    | |
| Oscar I. Chenoweth               | Estats Units           | U.S. Navy                            | 8½                                    | |
| Arthur Chin / Chen Ruitian       | Estats Units           | Forxa Aèria de la Xina Nacionalista  | 8½                                    | Creu dels Vols Distingits |
| Frank A. Cutler                  | Estats Units           | USAAF                                | 8½ (+3 a terra)                       | |
| Carl C. Foster                   | Estats Units           | U.S. Navy                            | 8½                                    | |
| John F. Gray                     | Estats Units           | U.S. Navy                            | 8½                                    | |
| Everett G. Hargreaves            | Estats Units           | U.S. Navy                            | 8½                                    | |
| Thomas L. Hayes, Jr.             | Estats Units           | USAAF                                | 8½                                    | |
| John H. Hoefker                  | Estats Units           | USAAF                                | 8½                                    | |
| Otto D. Jenkins                  | Estats Units           | USAAF                                | 8½ (+2 a terra)                       | |
| Arthur G. Johnson                | Estats Units           | USAAF                                | 8½                                    | |
| Frank L. Lawlor                  | Estats Units           | AVG                                  | 8½                                    | |
| Gregory K. Loesch                | Estats Units           | U.S. Marine Corps                    | 8½                                    | |
| Carl J. Luksic                   | Estats Units           | USAAF                                | 8½ (+7 a terra)                       | |
| Donald McDowell                  | Estats Units           | USAAF                                | 8½                                    | |
| Bernard J. McGrattan             | Estats Units           | USAAF                                | 8½                                    | |
| Sanford K. Moats                 | Estats Units           | USAAF                                | 8½                                    | Creu del Servei Distingit, Creu dels Vols Distingits (2), Medalla de l'Aire (12) |
| John L. Morgan, Jr.              | Estats Units           | U.S. Marine Corps                    | 8½                                    | |
| George W. Pigman                 | Estats Units           | U.S. Navy                            | 8½                                    | |
| Claude W. Plant                  | Estats Units           | U.S. Navy                            | 8½                                    | |
| Albert L. Schlegel               | Estats Units           | USAAF                                | 8½                                    | |
| Larry R. Self                    | Estats Units           | U.S. Navy                            | 8½                                    | |
| Antoni Głowacki                  | Polònia                | Força Aèria Polonesa/Royal Air Force | 8⅓                                    | |
| Eugeniusz Szaposznikow           | Polònia                | Força Aèria Polonesa/Royal Air Force | 8⅓                                    | |
| John Fraser Drummond             | Regne Unit             | Royal Air Force                      | 8⅓                                    | Creu dels Vols Distingits |
| James H. Howard                  | Estats Units           | USAAF                                | 8⅓ (2⅓ AVG)                           | Medalla d'Honor |
| Franklin T. Gabriel              | Estats Units           | U.S. Navy                            | 8¼                                    | |
| George B. McMillan               | Estats Units           | USAAF                                | 8¼ (+1 a terra)                       | |
| Adolf Pietrasiak                 | Polònia                | Força Aèria Polonesa/Royal Air Force | 8.10                                  | |
| Erich Büttner                    | Alemanya               | Luftwaffe                            | 8 (as dels reactors)                  | |
| Hans-Dieter Weihs                | Alemanya               | Luftwaffe                            | 8 (as dels reactors)                  | |
| John M. Ainlay                   | Estats Units           | USAAF                                | 8 (7?)                                | |
| John Alison                      | Estats Units           | USAAF                                | 8                                     | Creu del Servei Distingit, Estrella de Plata |
| David W. Allen                   | Estats Units           | USAAF                                | 8                                     | |
| Fred Bardshar                    | Estats Units           | U.S. Navy                            | 8                                     | |
| Lloyd G. Barnard                 | Estats Units           | U.S. Navy                            | 8                                     | |
| Walter G. Benz, Jr.              | Estats Units           | USAAF                                | 8                                     | |
| William J. Bonneau               | Estats Units           | U.S. Navy                            | 8                                     | |
| Robert J. Booth                  | Estats Units           | USAAF                                | 8                                     | |
| Roy O. Burnett, Jr.              | Estats Units           | U.S. Navy                            | 8                                     | |
| Walter J. Carroll, Jr.           | Estats Units           | USAAF                                | 8                                     | |
| William N. Case                  | Estats Units           | U.S. Marine Corps                    | 8                                     | |
| J. D. Collinsworth               | Estats Units           | USAAF                                | 8 (6?)                                | |
| Arthur W. Cruikshank             | Estats Units           | USAAF                                | 8                                     | |
| Fernley H. Damstrom              | Estats Units           | USAAF                                | 8                                     | |
| John F. Dobbin                   | Estats Units           | U.S. Marine Corps                    | 8                                     | |
| Landis E. Doner                  | Estats Units           | U.S. Navy                            | 8                                     | |
| Frederick J. Dorsch              | Estats Units           | USAAF                                | 8                                     | |
| Walter F. Duke                   | Estats Units           | USAAF                                | 8                                     | |
| William C. Edens                 | Estats Units           | USAAF                                | 8 (+3 a terra)                        | |
| John L. Elder                    | Estats Units           | USAAF                                | 8 (+13 a terra)                       | |
| Eric A. Evenson                  | Estats Units           | U.S. Navy                            | 8                                     | |
| Arthur C. Fielder, Jr.           | Estats Units           | USAAF                                | 8                                     | |
| Francis M. Fleming               | Estats Units           | U.S. Navy                            | 8                                     | |
| James M. Fowle                   | Estats Units           | USAAF                                | 8                                     | |
| William A. Gardner               | Estats Units           | USAAF                                | 8                                     | |
| Frank Gaunt                      | Estats Units           | USAAF                                | 8 (7?)                                | |
| Francis R. Gerard                | Estats Units           | USAAF                                | 8                                     | |
| Clement D. Gile                  | Estats Units           | U.S. Navy                            | 8                                     | |
| Maxwell H. Glenn                 | Estats Units           | USAAF                                | 8 (5?) (+3 a terra)                   | |
| Mathew M. Gordon                 | Estats Units           | USAAF                                | 8                                     | |
| Richard J. Griffin               | Estats Units           | U.S. Navy                            | 8                                     | |
| Leroy V. Grosshuesch             | Estats Units           | USAAF                                | 8                                     | |
| Fred E. Gutt                     | Estats Units           | U.S. Marine Corps                    | 8                                     | |
| Mayo A. Hadden, Jr.              | Estats Units           | U.S. Navy                            | 8                                     | |
| Frederick A. Harris              | Estats Units           | USAAF                                | 8                                     | |
| Kenneth F. Hart                  | Estats Units           | USAAF                                | 8                                     | |
| Edwin J. Herman (or Hernan), Jr. | Estats Units           | U.S. Marine Corps                    | 8                                     | |
| George L. Hollowell              | Estats Units           | U.S. Marine Corps                    | 8                                     | |
| Angus Horne                      | Regne Unit             | Royal Air Force                      | 8                                     | |
| Jack E. Ilfrey                   | Estats Units           | USAAF                                | 8                                     | |
| Michael Joseph Jackson           | Estats Units           | USAAF                                | 8 (+5½ a terra)                       | |
| Byron M. Johnson                 | Estats Units           | U.S. Navy                            | 8                                     | |
| John M. Johnson                  | Estats Units           | U.S. Navy                            | 8                                     | |
| John L. Jones                    | Estats Units           | USAAF                                | 8                                     | |
| Claiborne H. Kinnard             | Estats Units           | USAAF                                | 8 (+17 a terra)                       | |
| Charles M. Kunz                  | Estats Units           | U.S. Marine Corps                    | 8                                     | |
| William N. Leonard               | Estats Units           | U.S. Navy                            | 8                                     | Creu de la Marina (2), Legió del Mèrit (4), Creu dels Vols Distingits, Medalla de l'Aire (8), Estrella de Bronze                                                                                 |
| William H. Lewis                 | Estats Units           | USAAF                                | 8                                     | |
| Elvin L. Lindsay                 | Estats Units           | U.S. Navy                            | 8                                     | |
| Thomas E. Maloney                | Estats Units           | USAAF                                | 8 (7?)                                | |
| William R. Maxwell               | Estats Units           | U.S. Navy                            | 8                                     | |
| Earl May, Jr.                    | Estats Units           | U.S. Navy                            | 8                                     | |
| Johnnie G. Miller                | Estats Units           | U.S. Navy                            | 8                                     | |
| William W. Momyer                | Estats Units           | USAAF                                | 8                                     | Creu del Servei Distingit, Estrella de Plata (3), Legió del Mèrit (3), Creu dels Vols Distingits, Legió d'Honor, Creu dels Vols Distingits (Regne Unit)                                          |
| Douglas W. Mulcahey              | Estats Units           | U.S. Navy                            | 8                                     | |
| Alva C. Murphy                   | Estats Units           | USAAF                                | 8                                     | |
| Joseph L. Narr                   | Estats Units           | U.S. Marine Corps                    | 8                                     | |
| George P. Novotny                | Estats Units           | USAAF                                | 9                                     | |
| John G. O'Neill                  | Estats Units           | USAAF                                | 8                                     | |
| Edward M. Owen                   | Estats Units           | U.S. Navy                            | 8                                     | |
| Nathan T. Post                   | Estats Units           | U.S. Marine Corps                    | 8                                     | |
| Luther D. Prater, Jr.            | Estats Units           | U.S. Navy                            | 8                                     | |
| Edward F. Roddy                  | Estats Units           | USAAF                                | 8                                     | |
| Robert R. Rowland                | Estats Units           | USAAF                                | 8                                     | |
| Philip Sangermano (FO)           | Estats Units           | USAAF                                | 8                                     | |
| Charles W. Sawyer                | Estats Units           | USAAF                                | 8 (2¼ AVG)                            | |
| Glenn D. Schiltz Jr.             | Estats Units           | USAAF                                | 8                                     | |
| David A. Scott                   | Estats Units           | U.S. Navy                            | 8 (9?)                                | |
| Dale E. Shafer                   | Estats Units           | USAAF                                | 8                                     | |
| Robert M. Shaw                   | Estats Units           | USAAF                                | 8                                     | |
| William A. Shomo                 | Estats Units           | USAAF                                | 8                                     | Medalla d'Honor, Medalla de l'Aire (5) |
| Robert H. Smith (pilot)          | Estats Units           | USAAF                                | 8                                     | |
| Gordon A. Stanley                | Estats Units           | U.S. Navy                            | 8                                     | |
| Arland Stanton                   | Estats Units           | USAAF                                | 8                                     | |
| John L. Sublett                  | Estats Units           | USAAF                                | 8                                     | |
| James B. Tapp                    | Estats Units           | USAAF                                | 8                                     | |
| Philip E. Tovrea                 | Estats Units           | USAAF                                | 8                                     | |
| James O. Tyler                   | Estats Units           | USAAF                                | 8                                     | |
| John W. Vogt, Jr.                | Estats Units           | USAAF                                | 8                                     | Estrella de Plata, Creu dels Vols Distingits (5), Estrella de Bronze, Medalla de l'Aire (4) |
| Boyd D. "Buzz" Wagner            | Estats Units           | USAAF                                | 8                                     | Creu del Servei Distingit, Cor Porpra, Creu dels Vols Distingits |
| Victor E. Warford                | Estats Units           | USAAF                                | 8                                     | |
| Arthur T. Warner                 | Estats Units           | U.S. Marine Corps                    | 8                                     | |
| Charles E. Weaver                | Estats Units           | USAAF                                | 8 (+3 a terra)                        | |
| Rex Kerslake Wilson              | Austràlia              | Royal Australian Air Force           | 8                                     | |
| Theodore H. Winters, Jr.         | Estats Units           | U.S. Navy                            | 8                                     | |
| Donald K. Yost                   | Estats Units           | U.S. Marine Corps                    | 8                                     | |
| Joseph L. Lang                   | Estats Units           | USAAF                                | 7.83                                  | |
| Everett W. Stewart               | Estats Units           | USAAF                                | 7.83 (+1.5 a terra)                   | Estrella de Plata, Creu dels Vols Distingits (4), Medalla de l'Aire (10) |
| Józef Jeka                       | Polònia                | Força Aèria Polonesa/Royal Air Force | 7½                                    | |
| Henryk Pietrzak                  | Polònia                | Força Aèria Polonesa/Royal Air Force | 7½                                    | Orde Virtuti Militari (Creu de Plata), Creu al Valor (4), Medalla de la Força Aèria de la Guerra 1939-1945, Creu dels Vols Distingits                                                            |
| Howard M. Burriss                | Estats Units           | U.S. Navy                            | 7½                                    | |
| Kenneth J. Dahms                 | Estats Units           | U.S. Navy                            | 7½                                    | |
| Alfred Ambs                      | Alemanya               | Luftwaffe                            | 7 (as dels reactors)                  | |
| William Anderson                 | Suècia                 | USAAF                                | 7 (+ V-1 robot el 17-6-1944).         | |
| Karl-Heinz Becker                | Alemanya               | Luftwaffe                            | 7 (as dels reactors)                  | |
| Marian Bełc                      | Polònia                | Força Aèria Polonesa/Royal Air Force | 7                                     | |
| Georg Christl                    | Alemanya               | Luftwaffe                            | 7                                     | Creu de Cavaller de la Creu de Ferro, Creu Alemanya d'Or |
| Liu Chui-Kang / Liu Cuigang      | Xina                   | Forxa Aèria de la Xina Nacionalista  | 7                                     | |
| Robert A. Dibb                   | Estats Units           | U.S. Navy                            | 7                                     | |
| Furio Niclot Doglio              | Itàlia                 | Regia Aeronautica                    | 7                                     | Medalla d'Or al Valor Militar i 1 de Plata i 2 de Bronze, Medalla de Plata al Valor Aeronàutic, Creu de Ferro                                                                                    |
| Bolesław Drobiński               | Polònia                | Força Aèria Polonesa/Royal Air Force | 7                                     | |
| Hugh C. Godefroy                 | Països Baixos · Canadà | Royal Air Force/RCAF                 | 7                                     | |
| Gordon M. Graham                 | Estats Units           | USAAF                                | 7 (+ 9.5 a terra)                     | |
| Stanisław Karubin                | Polònia                | Força Aèria Polonesa/Royal Air Force | 7                                     | |
| Franz Köster                     | Alemanya               | Luftwaffe                            | 7 (as dels reactors)                  | |
| Bert W. Marshall, Jr.            | Estats Units           | USAAF                                | 7 (+ 4 a terra)                       | |
| Edward O'Hare                    | Estats Units           | U.S. Navy                            | 7                                     | Medalla d'Honor, Creu de la Marina, Creu dels Vols Distingits (2), Cor Porpra |
| Ernest Shipman                   | Estats Units           | USAAF                                | 7                                     | |
| Sydney S. Woods                  | Estats Units           | USAAF                                | 7                                     | Creu del Servei Distingit, Estrella de Plata, Creu dels Vols Distingits (3), Medalla de l'Aire (10), Creu de Guerra 1939-1945                                                                    |
| Robert E. Woody                  | Estats Units           | USAAF                                | 7 (+ 2 a terra)                       | |
| Russell Foskett                  | Austràlia              | Royal Australian Air Force           | 6½                                    | Oficial de l'Imperi Britànic, Creu dels Vols Distingits |
| Norman E. Olson                  | Estats Units           | USAAF                                | 6 (+ 2 a terra)                       | |
| Fred R. Haviland, Jr.            | Estats Units           | USAAF                                | 6 (+ 6 a terra)                       | |
| Karol Pniak                      | Polònia                | Força Aèria Polonesa/Royal Air Force | 6.75                                  | |
| Basil Gerald "Stapme" Stapleton  | Sud-àfrica             | Royal Air Force                      | 6.66                                  | Creu dels Vols Distingits, Creu de l'Aviador (Països Baixos) |
| Le Yi-Chin / Le Yiqin            | Xina                   | Forxa Aèria de la Xina Nacionalista  | 6                                     | |
| Ludwik Paszkiewicz               | Polònia                | Força Aèria Polonesa/Royal Air Force | 6                                     | |
| Stefan Janus                     | Polònia                | Força Aèria Polonesa/Royal Air Force | 6                                     | |
| Norman W. Mollard, Jr.           | Estats Units           | U.S. Navy                            | 6                                     | |
| Henry S. Bille                   | Estats Units           | USAAF                                | 6 (+4 a terra)                        | |
| Harry W. Brown                   | Estats Units           | USAAF                                | 6                                     | |
| William E. Whalen                | Estats Units           | USAAF                                | 6 (+2 a terra)                        | |
| Gordon B. Compton                | Estats Units           | USAAF                                | 5½ (+15 a terra)                      | |
| Norman J. Fortier                | Estats Units           | USAAF                                | 5.83 (+5.5 a terra)                   | |
| Walter J. Koraleski              | Estats Units           | USAAF                                | 5.54                                  | |
| William Cundy                    | Austràlia              | Royal Australian Air Force           | 5½                                    | |
| Charles W. Lenfest               | Estats Units           | USAAF                                | 5½ (+2 a terra)                       | |
| Leslie D. Minchew                | Estats Units           | USAAF                                | 5½ (+ 1/2 a terra)                    | |
| Laurence Stark                   | Regne Unit             | Royal Air Force                      | 5½                                    | Creu dels Vols Distingits, Creu de la Força Aèria |
| Kazimierz Rutkowski              | Polònia                | Força Aèria Polonesa/Royal Air Force | 5½                                    | |
| Stefan Witorzeńć                 | Polònia                | Força Aèria Polonesa/Royal Air Force | 5½                                    | |
| James E. Duffy, Jr               | Estats Units           | USAAF                                | 5.2 (+9 a terra)                      | |
| Raymond B. Myers                 | Estats Units           | USAAF                                | 5 (+4 a terra)                        | |
| William J. Cullerton             | Estats Units           | USAAF                                | (+15 a terra)                         | |
| Kenneth A. Jernstedt             | Estats Units           | AVG                                  | 5 (+ 7 a terra)                       | |
| Hayden A. "Buck" Gregory         | Estats Units           | U.S. Navy                            | 5 confirmats 3 probables              | |
| Joseph Heim                      | Alemanya               | Luftwaffe                            | 5 (as dels reactors)                  | |
| Alfred Schreiber                 | Alemanya               | Luftwaffe                            | 5 (primer as dels reactors confirmat) | |
| Pentti Tilli                     | Finlàndia              | Força Aèria Finesa                   | 5                                     | |
| Robert W. Abernathy              | Estats Units           | USAAF                                | 5                                     | |
| Fred T. Ackerman                 | Estats Units           | U.S. Navy                            | 5                                     | |
| Oliver L. Adair                  | Estats Units           | USAAF                                | 5                                     | |
| Robert H. Adams                  | Estats Units           | USAAF                                | 5                                     | |
| John W. Agnew                    | Estats Units           | USAAF                                | 5                                     | |
| William H. Allen (USAAF)         | Estats Units           | USAAF                                | 5                                     | |
| Stuart C. Alley Jr               | Estats Units           | U.S. Marine Corps                    | 5                                     | |
| Ernest J. Ambort                 | Estats Units           | USAAF                                | 5                                     | |
| Robert H. Ammon                  | Estats Units           | USAAF                                | 5 (+ 9 a terra)                       | |
| Benjamin C. Amsden               | Estats Units           | U.S. Navy                            | 5                                     | |
| Leslie E. Anderson               | Estats Units           | USAAF                                | 5                                     | |
| Richard H. Anderson              | Estats Units           | USAAF                                | 5                                     | |
| Lester L. Arasmith               | Estats Units           | USAAF                                | 5                                     | |
| William E. Aron                  | Estats Units           | USAAF                                | 5                                     | |
| Richard W. Asbury                | Estats Units           | USAAF                                | 5                                     | |
| Abner M. Aust                    | Estats Units           | USAAF                                | 5                                     | |
| Eugene D. Axtell                 | Estats Units           | USAAF                                | 5                                     | |
| Donald A. Baccus                 | Estats Units           | USAAF                                | 5                                     | |
| Jack A. Bade                     | Estats Units           | USAAF                                | 5                                     | |
| Oscar C. Bailey                  | Estats Units           | U.S. Navy                            | 5                                     | |
| Raphael F. Baird                 | Estats Units           | USAAF                                | 5                                     | |
| Donald L. Balch                  | Estats Units           | U.S. Marine Corps                    | 5                                     | |
| Robert P. Baldwin                | Estats Units           | USAAF                                | 5                                     | |
| Raymond W. Bank                  | Estats Units           | USAAF                                | 5                                     | |
| Bruce M. Barackman               | Estats Units           | U.S. Navy                            | 5                                     | |
| Rex T. Barber                    | Estats Units           | USAAF                                | 5                                     | Creu de la Marina, Estrella de Plata (2), Cor Porpra, Medalla de l'Aire |
| Robert M. Barkey                 | Estats Units           | USAAF                                | 5                                     | |
| Truman S. Barnes                 | Estats Units           | USAAF                                | 5                                     | |
| Albert Baumler                   | Estats Units           | USAAF                                | 5 (+ 6 a la Guerra Civil Espanyola)   | Creu dels Vols Distingits (2), Estrella de Bronze, Medalla de l'Aire |
| Aaron L. Bearden                 | Estats Units           | USAAF                                | 5                                     | |
| Edward H. Beavers Jr             | Estats Units           | USAAF                                | 5                                     | |
| Louis Benne                      | Estats Units           | USAAF                                | 5                                     | |
| Jack S. Berkheimer               | Estats Units           | U.S. Navy                            | 5                                     | |
| Richard L. Bertelson             | Estats Units           | U.S. Navy                            | 5                                     | |
| James D. Billo                   | Estats Units           | U.S. Navy                            | 5                                     | |
| Lewis S. Bishop                  | Estats Units           | AVG                                  | 5                                     | |
| Walter D. Bishop                 | Estats Units           | U.S. Navy                            | 5                                     | |
| Foster J. Blair                  | Estats Units           | U.S. Navy                            | 5                                     | |
| William K. Blair                 | Estats Units           | U.S. Navy                            | 5                                     | |
| Richard B. Blaydes               | Estats Units           | U.S. Navy                            | 5                                     | |
| Victor E. Bocquin                | Estats Units           | USAAF                                | 5                                     | |
| John W. Bolyard                  | Estats Units           | USAAF                                | 5                                     | |
| Robert R. Bonebrake              | Estats Units           | USAAF                                | 5                                     | |
| Robert R. Bonner Jr              | Estats Units           | USAAF                                | 5                                     | |
| Guy P. Bordelon                  | Estats Units           | U.S. Navy                            | 5                                     | |
| Clarence A. Borley               | Estats Units           | U.S. Navy                            | 5                                     | |
| Ernest O. Bostrom                | Estats Units           | USAAF                                | 5                                     | |
| Wilbur L. Bowen                  | Estats Units           | USAAF                                | 5                                     | |
| Fred E. Bowker                   | Estats Units           | USAAF                                | 5                                     | |
| John L. Bradley                  | Estats Units           | USAAF                                | 5                                     | |
| Richard L. Braun                 | Estats Units           | U.S. Marine Corps                    | 5                                     | |
| Gerald A. Brown                  | Estats Units           | USAAF                                | 5                                     | |
| Jasper R. Brown                  | Estats Units           | USAAF                                | 5                                     | |
| Paul J. Bruneau                  | Estats Units           | U.S. Navy                            | 5                                     | |
| Robert L. Buchanan               | Estats Units           | U.S. Navy                            | 5                                     | |
| Robert G. Burns                  | Estats Units           | USAAF                                | 5                                     | |
| Robert L. Byrnes                 | Estats Units           | USAAF                                | 5                                     | |
| John B. Carder                   | Estats Units           | USAAF                                | 5                                     | |
| William A. Carlton               | Estats Units           | U.S. Marine Corps                    | 5                                     | |
| Nial K. Castle                   | Estats Units           | USAAF                                | 5                                     | |
| Henry K. Champion                | Estats Units           | U.S. Navy                            | 5                                     | |
| George T. Chandler               | Estats Units           | USAAF                                | 5                                     | |
| Van E. Chandler                  | Estats Units           | USAAF                                | 5 (+ 3 a Corea)                       | |
| Joseph J. Cielinski              | Estats Units           | USAAF                                | 5                                     | |
| Arthur B. Cleaveland             | Estats Units           | USAAF                                | 5                                     | |
| Donald C. Clements               | Estats Units           | U.S. Navy                            | 5                                     | |
| Robert E. Clements               | Estats Units           | U.S. Navy                            | 5                                     | |
| Dallas A. Clinger                | Estats Units           | USAAF                                | 5                                     | |
| Vivian A. Cloud                  | Estats Units           | USAAF                                | 5                                     | |
| Paul R. Cochran                  | Estats Units           | USAAF                                | 5                                     | |
| William F. Collins               | Estats Units           | USAAF                                | 5                                     | |
| Philip E. Colman                 | Estats Units           | USAAF                                | 5 (+ 4 a Corea)                       | |
| Harold E. Comstock               | Estats Units           | USAAF                                | 5                                     | Legió del Mèrit (2), Creu dels Vols Distingits (7), Cor Porpra, Medalla de l'Aire (17) |
| Harry L. Condon                  | Estats Units           | USAAF                                | 5                                     | |
| Merle M. Coons                   | Estats Units           | USAAF                                | 5                                     | |
| Leland R. Cornell                | Estats Units           | U.S. Navy                            | 5                                     | |
| Ralph L. Cox                     | Estats Units           | USAAF                                | 5                                     | |
| Niven K. Cranfill                | Estats Units           | USAAF                                | 5                                     | |
| William F. Crombie               | Estats Units           | USAAF                                | 5                                     | |
| John O. Cross                    | Estats Units           | USAAF                                | 5                                     | |
| Omer W. Culbertson               | Estats Units           | USAAF                                | 5                                     | |
| Arthur C. Cundy                  | Estats Units           | USAAF                                | 5                                     | |
| Warren D. Curton                 | Estats Units           | USAAF                                | 5                                     | |
| William A. Daniel                | Estats Units           | USAAF                                | 5                                     | |
| Clarence E. Davies               | Estats Units           | U.S. Navy                            | 5                                     | |
| Leonard K. Davis                 | Estats Units           | U.S. Marine Corps                    | 5                                     | |
| George E. Dawkins Jr             | Estats Units           | U.S. Marine Corps                    | 5                                     | |
| Roald Dahl                       | Regne Unit             | Royal Air Force                      | 5                                     | |
| William C. Day Jr                | Estats Units           | USAAF                                | 5                                     | |
| Richard S. Deakins               | Estats Units           | USAAF                                | 5                                     | |
| George Della                     | Estats Units           | USAAF                                | 5                                     | |
| Reuben H. Denoff                 | Estats Units           | U.S. Navy                            | 5                                     | |
| Frederick E. Dick                | Estats Units           | USAAF                                | 5                                     | |
| Michael Dikovitsky               | Estats Units           | USAAF                                | 5                                     | |
| Harry W. Dorris                  | Estats Units           | USAAF                                | 5                                     | |
| Cecil J. Doyle                   | Estats Units           | U.S. Marine Corps                    | 5                                     | |
| Charles W. Drake                 | Estats Units           | U.S. Marine Corps                    | 5                                     | |
| Daniel B. Driscoll               | Estats Units           | U.S. Navy                            | 5                                     | |
| Willie Driscoll                  | Estats Units           | U.S. Navy                            | 5                                     | |
| Francis E. Dubisher              | Estats Units           | USAAF                                | 5                                     | |
| Charles H. Dubois                | Estats Units           | USAAF                                | 5                                     | |
| James E. Duffy                   | Estats Units           | U.S. Navy                            | 5                                     | |
| Richard E. Duffy                 | Estats Units           | USAAF                                | 5                                     | |
| Joseph L. Egen Jr                | Estats Units           | USAAF                                | 5                                     | |
| Hugh M. Elwood                   | Estats Units           | U.S. Marine Corps                    | 5                                     | |
| James W. Empey                   | Estats Units           | USAAF                                | 5                                     | |
| Lyle A. Erickson                 | Estats Units           | U.S. Navy                            | 5                                     | |
| Herman E. Ernst                  | Estats Units           | USAAF                                | 5                                     | |
| Charles D. Farmer                | Estats Units           | U.S. Navy                            | 5                                     | |
| Robert A. Farnsworth Jr          | Estats Units           | U.S. Navy                            | 5                                     | |
| William Farrell                  | Estats Units           | U.S. Marine Corps                    | 5                                     | |
| Richard D. Faxon                 | Estats Units           | USAAF                                | 5                                     | |
| Marion C. Felts                  | Estats Units           | USAAF                                | 5                                     | |
| James E. Fenex Jr                | Estats Units           | USAAF                                | 5                                     | |
| William Fiedler                  | Estats Units           | USAAF                                | 5                                     | |
| Virgil C. Fields Jr              | Estats Units           | USAAF                                | 5                                     | |
| Howard J. Finn                   | Estats Units           | U.S. Marine Corps                    | 5                                     | |
| Charles R. Fischette             | Estats Units           | USAAF                                | 5                                     | |
| Harry E. Fisk                    | Estats Units           | USAAF                                | 5                                     | |
| Nelson D. Flack Jr               | Estats Units           | USAAF                                | 5                                     | |
| Kenneth A. Flinn                 | Estats Units           | U.S. Navy                            | 5                                     | |
| Ralph E. Foltz                   | Estats Units           | U.S. Navy                            | 5                                     | |
| Paul J. Fontana                  | Estats Units           | U.S. Marine Corps                    | 5                                     | |
| Claude E. Ford                   | Estats Units           | USAAF                                | 5                                     | |
| Kenneth M. Ford                  | Estats Units           | U.S. Marine Corps                    | 5                                     | |
| George Formanek Jr               | Estats Units           | U.S. Navy                            | 5                                     | |
| Dwight B. Galt                   | Estats Units           | U.S. Navy                            | 5                                     | |
| Warner F. Gardner                | Estats Units           | USAAF                                | 5                                     | |
| Noel Gayler                      | Estats Units           | U.S. Navy                            | 5                                     | Creu de la Marina (3) |
| Steven N. Gerick                 | Estats Units           | USAAF                                | 5                                     | |
| Grover D. Ghelson                | Estats Units           | USAAF                                | 5                                     | |
| Robert D. Gibb                   | Estats Units           | USAAF                                | 5                                     | |
| Cyrus R. Gladen                  | Estats Units           | USAAF                                | 5                                     | |
| Lindley W. Godson                | Estats Units           | U.S. Navy                            | 5                                     | |
| Norman D. Gould                  | Estats Units           | USAAF                                | 5                                     | |
| Robert F. Graham                 | Estats Units           | USAAF                                | 5                                     | |
| Vernon E. Graham                 | Estats Units           | U.S. Navy                            | 5                                     | |
| Hayden A. Gregory                | Estats Units           | U.S. Navy                            | 5                                     | |
| Robert C. Griffith               | Estats Units           | USAAF                                | 5                                     | |
| William Grosvenor Jr             | Estats Units           | USAAF                                | 5                                     | |
| Cheatham W. Gupton               | Estats Units           | USAAF                                | 5                                     | |
| Albert E. Hacking                | Estats Units           | U.S. Marine Corps                    | 5                                     | |
| James P. Hagerstrom              | Estats Units           | USAAF                                | 6                                     | |
| Samuel E. Hammer                 | Estats Units           | USAAF                                | 5                                     | |
| Harry T. Hanna                   | Estats Units           | USAAF                                | 5                                     | |
| Christopher J. Hansenman         | Estats Units           | USAAF                                | 5                                     | |
| Walter R. Harman                 | Estats Units           | U.S. Navy                            | 5                                     | |
| Thomas L. Harris                 | Estats Units           | USAAF                                | 5                                     | |
| Raymond E. Hartley               | Estats Units           | USAAF                                | 5                                     | |
| Herbert B. Hatch                 | Estats Units           | USAAF                                | 5                                     | |
| Charles D. Hauver                | Estats Units           | USAAF                                | 5                                     | |
| Russell C. Haworth               | Estats Units           | USAAF                                | 5                                     | |
| Frank R. Hayde                   | Estats Units           | U.S. Navy                            | 5                                     | |
| Frank C. Hearrell                | Estats Units           | U.S. Navy                            | 5                                     | |
| Charles F. Held Jr               | Estats Units           | USAAF                                | 5                                     | |
| Paul M. Henderson Jr             | Estats Units           | U.S. Navy                            | 5                                     | |
| Randall W. Hendricks             | Estats Units           | USAAF                                | 5                                     | |
| James E. Hill                    | Estats Units           | USAAF                                | 5                                     | Creu del Servei Distingit, Estrella de Plata, Legió del Mèrit (3), Creu dels Vols Distingits (4), Medalla de l'Aire (41)                                                                         |
| Richard Hope Hillary             | Austràlia              | Royal Air Force                      | 5 (+2 probables)                      | |
| Donald E. Hillman                | Estats Units           | USAAF                                | 5                                     | |
| Kenneth G. Hippe                 | Estats Units           | U.S. Navy                            | 5                                     | |
| Edwin M. Hiro                    | Estats Units           | USAAF                                | 5                                     | |
| Myron M. Hnatio                  | Estats Units           | USAAF                                | 5                                     | |
| John B. Hoag                     | Estats Units           | U.S. Navy                            | 5                                     | |
| William R. Hodges                | Estats Units           | USAAF                                | 5                                     | |
| Cullen J. Hoffman                | Estats Units           | USAAF                                | 5                                     | |
| Louis Hoffman                    | Estats Units           | AVG                                  | 5                                     | |
| Herbert N. Houck                 | Estats Units           | U.S. Navy                            | 5                                     | |
| Edward R. Hoyt                   | Estats Units           | USAAF                                | 5                                     | |
| Mark E. Hubbard                  | Estats Units           | USAAF                                | 5                                     | |
| Howard R. Hudson                 | Estats Units           | U.S. Navy                            | 5                                     | |
| Alvaro J. Hunter                 | Estats Units           | USAAF                                | 5                                     | |
| Joseph W. Icard                  | Estats Units           | USAAF                                | 5                                     | |
| Julius W. Ireland                | Estats Units           | U.S. Marine Corps                    | 5                                     | |
| Clayton M. Isaacson              | Estats Units           | USAAF                                | 5                                     | |
| Hayden M. Jensen                 | Estats Units           | U.S. Navy                            | 5                                     | |
| Evan M. Johnson                  | Estats Units           | USAAF                                | 5                                     | |
| Wallace R. Johnson               | Estats Units           | U.S. Navy                            | 5                                     | |
| Curran L. Jones                  | Estats Units           | USAAF                                | 5                                     | |
| Frank C. Jones                   | Estats Units           | USAAF                                | 5 (+ 5.5 a terra)                     | |
| Lynn F. Jones                    | Estats Units           | USAAF                                | 5                                     | |
| Warren L. Jones                  | Estats Units           | USAAF                                | 5                                     | |
| Joseph W. Jorda                  | Estats Units           | USAAF                                | 5                                     | |
| William M. Julian                | Estats Units           | USAAF                                | 5                                     | |
| Charles Kendrick                 | Estats Units           | U.S. Marine Corps                    | 5                                     | |
| Daniel Kennedy                   | Estats Units           | USAAF                                | 5                                     | |
| Robert H. Kidwell                | Estats Units           | U.S. Navy                            | 5                                     | |
| Melvin B. Kimball                | Estats Units           | USAAF                                | 5                                     | |
| John R. Kincaid                  | Estats Units           | U.S. Navy                            | 5                                     | |
| Charles W. King                  | Estats Units           | USAAF                                | 5                                     | |
| David L. King                    | Estats Units           | USAAF                                | 5                                     | |
| Marion F. Kirby                  | Estats Units           | USAAF                                | 5                                     | Estrella de Plata, Creu dels Vols Distingits (5), Medalla de l'Aire (4) |
| Lenton F. Kirkland               | Estats Units           | USAAF                                | 5                                     | |
| Robert H. Knapp                  | Estats Units           | USAAF                                | 5                                     | |
| Carroll S. Knott                 | Estats Units           | USAAF                                | 5                                     | |
| Edward H. Kopsel                 | Estats Units           | USAAF                                | 5                                     | |
| William J. Kostic                | Estats Units           | U.S. Navy                            | 5                                     | |
| Wayne W. Laird                   | Estats Units           | U.S. Marine Corps                    | 5                                     | |
| William E. Lamoreaux             | Estats Units           | U.S. Navy                            | 5                                     | |
| Richard C. Lampe                 | Estats Units           | USAAF                                | 5                                     | |
| Willis Laney                     | Estats Units           | U.S. Navy                            | 5                                     | |
| Ned W. Langdon                   | Estats Units           | U.S. Navy                            | 5                                     | |
| Thomas G. Lanphier               | Estats Units           | USAAF                                | 5                                     | Creu de la Marina, Estrella de Plata, Creu dels Vols Distingits |
| Franklin C. Lathrope             | Estats Units           | USAAF                                | 5                                     | |
| Charles H. Laughlin              | Estats Units           | AVG                                  | 5                                     | |
| George Laven                     | Estats Units           | USAAF                                | 5                                     | |
| Earl R. Lazear                   | Estats Units           | USAAF                                | 5                                     | |
| Harold K. Lee                    | Estats Units           | USAAF                                | 5                                     | |
| Richard J. Lee                   | Estats Units           | USAAF                                | 5                                     | |
| Marlow J. Leikness               | Estats Units           | USAAF                                | 5                                     | |
| Charles W. Lenfest               | Estats Units           | USAAF                                | 5                                     | |
| Jack Lenox Jr                    | Estats Units           | USAAF                                | 5                                     | |
| John A. Leppla                   | Estats Units           | U.S. Navy                            | 5                                     | |
| Alfred B. Lewelling              | Estats Units           | USAAF                                | 5                                     | |
| Brooks J. Liles                  | Estats Units           | USAAF                                | 5 (+ 4 a Corea)                       | |
| Hugh D. Lillie                   | Estats Units           | U.S. Navy                            | 5                                     | |
| James W. Little                  | Estats Units           | USAAF                                | 5 (+ 1 a Corea)                       | |
| Charles P. London                | Estats Units           | USAAF                                | 5                                     | |
| Donald Lopez                     | Estats Units           | USAAF                                | 5                                     | |
| George G. Loving Jr              | Estats Units           | USAAF                                | 5                                     | |
| John F. Luma                     | Estats Units           | USAAF                                | 5                                     | |
| Lowell C. Lutton                 | Estats Units           | USAAF                                | 5                                     | |
| John A. Mackay                   | Estats Units           | USAAF                                | 5                                     | |
| Morton D. Magoffin               | Estats Units           | USAAF                                | 5                                     | |
| Keith Mahon                      | Estats Units           | USAAF                                | 5                                     | |
| Jackson C. Mankin                | Estats Units           | USAAF                                | 5                                     | |
| Lee P. Mankin                    | Estats Units           | U.S. Navy                            | 5                                     | |
| Harry A. March Jr                | Estats Units           | U.S. Navy                            | 5                                     | |
| Lester C. Marsh                  | Estats Units           | USAAF                                | 5                                     | |
| Albert E. Martin Jr              | Estats Units           | U.S. Navy                            | 5                                     | |
| Kenneth R. Martin                | Estats Units           | USAAF                                | 5                                     | |
| Joseph L. Mason                  | Estats Units           | USAAF                                | 5                                     | |
| William H. Mathis                | Estats Units           | USAAF                                | 5                                     | |
| Joseph Z. Matte                  | Estats Units           | USAAF                                | 5                                     | |
| Chester K. Maxwell               | Estats Units           | USAAF                                | 5                                     | |
| Benjamin I. Mayo                 | Estats Units           | USAAF                                | 5                                     | |
| Paul G. McArthur                 | Estats Units           | USAAF                                | 5                                     | |
| Henry A. McCartney Jr            | Estats Units           | U.S. Marine Corps                    | 5                                     | |
| Leo B. McCudden                  | Estats Units           | U.S. Navy                            | 5                                     | |
| William F. McDownough            | Estats Units           | USAAF                                | 5                                     | |
| James N. McElroy                 | Estats Units           | USAAF                                | 5 (+ 6 a terra)                       | |
| John L. McGinn                   | Estats Units           | USAAF                                | 5                                     | |
| Selva E. McGinty                 | Estats Units           | U.S. Marine Corps                    | 5                                     | |
| Samuel E. McGuffin               | Estats Units           | USAAF                                | 5                                     | |
| John W. McGuyrt                  | Estats Units           | USAAF                                | 5                                     | |
| Donald J. McKinley               | Estats Units           | U.S. Navy                            | 5                                     | |
| George McMillan                  | Estats Units           | AVG                                  | 5                                     | |
| Evan D. MacMinn                  | Estats Units           | USAAF                                | 5                                     | |
| Donald M. McPherson              | Estats Units           | U.S. Navy                            | 5                                     | |
| George L. Merritt Jr             | Estats Units           | USAAF                                | 5 (+ 6 a terra)                       | |
| Frederick H. Michaelis           | Estats Units           | U.S. Navy                            | 5                                     | Creu de la Marina |
| Everett Miller                   | Estats Units           | USAAF                                | 5                                     | |
| Joseph E. Miller                 | Estats Units           | USAAF                                | 5                                     | |
| Robert C. Milliken               | Estats Units           | USAAF                                | 5                                     | |
| Charles Milton                   | Estats Units           | U.S. Navy                            | 5                                     | |
| Arthur P. Mollenhauer            | Estats Units           | U.S. Navy                            | 5                                     | |
| Franklin H. Monk                 | Estats Units           | USAAF                                | 5                                     | |
| Robert H. Moore                  | Estats Units           | USAAF                                | 5                                     | |
| Paul V. Morriss                  | Estats Units           | USAAF                                | 5                                     | |
| Arthur H. Munson                 | Estats Units           | U.S. Navy                            | 5                                     | |
| Jennings S. Myers                | Estats Units           | USAAF                                | 5                                     | |
| Joseph R. Myshrall               | Estats Units           | USAAF                                | 5                                     | |
| Leslie D. Nelson                 | Estats Units           | USAAF                                | 5                                     | |
| Robert J. Nelson                 | Estats Units           | U.S. Navy                            | 5                                     | |
| Franklin A. Nichols              | Estats Units           | USAAF                                | 5                                     | |
| Edward M. Nollmeyer              | Estats Units           | USAAF                                | 5                                     | |
| Marvin R. Novak                  | Estats Units           | U.S. Navy                            | 5                                     | |
| Jack G. Oberhansky               | Estats Units           | USAAF                                | 5                                     | |
| Frank O'Brien Jr                 | Estats Units           | USAAF                                | 5                                     | |
| Edwin L. Olander                 | Estats Units           | U.S. Marine Corps                    | 5                                     | |
| Austin L. Olsen                  | Estats Units           | U.S. Navy                            | 5                                     | |
| Paul E. Olson, Jr.               | Estats Units           | USAAF                                | 5                                     | |
| Eugene W. O'Neill Jr             | Estats Units           | USAAF                                | 5                                     | |
| Lawrence F. O'Neill              | Estats Units           | USAAF                                | 5                                     | |
| Ernest K. Osher                  | Estats Units           | USAAF                                | 5                                     | |
| Robert J. Overcash               | Estats Units           | USAAF                                | 5                                     | |
| Edward W. Overton Jr             | Estats Units           | U.S. Navy                            | 5                                     | |
| Joel A. Owens                    | Estats Units           | USAAF                                | 5                                     | |
| Melvyn R. Paisley                | Estats Units           | USAAF                                | 5                                     | Creu del Servei Distingit, Estrella de Plata |
| Forrest F. Parham                | Estats Units           | USAAF                                | 5                                     | |
| Edsel Paulk                      | Estats Units           | USAAF                                | 5                                     | |
| Oscar F. Perdomo                 | Estats Units           | USAAF                                | 5                                     | Creu del Servei Distingit, Medalla de l'Aire (2) |
| John Petach                      | Estats Units           | AVG                                  | 5                                     | |
| David P. Philips III             | Estats Units           | U.S. Navy                            | 5                                     | |
| Edward A. Phillips               | Estats Units           | U.S. Navy                            | 5                                     | |
| Hyde Phillips                    | Estats Units           | U.S. Marine Corps                    | 5                                     | |
| Kenneth R. Pool                  | Estats Units           | USAAF                                | 5                                     | |
| Edward S. Popek                  | Estats Units           | USAAF                                | 5                                     | |
| Robert B. Porter                 | Estats Units           | U.S. Marine Corps                    | 5                                     | |
| George H. Poske                  | Estats Units           | U.S. Marine Corps                    | 5                                     | |
| Ernest A. Powell                 | Estats Units           | U.S. Marine Corps                    | 5                                     | |
| MacArthur Powers                 | Estats Units           | USAAF                                | 5                                     | |
| Jack C. Price                    | Estats Units           | USAAF                                | 5                                     | |
| Royce W. Priest                  | Estats Units           | USAAF                                | 5                                     | |
| Roger C. Pryor                   | Estats Units           | USAAF                                | 5                                     | |
| Donald L. Quigley                | Estats Units           | USAAF                                | 5                                     | |
| Robert J. Raines                 | Estats Units           | USAAF                                | 5 (3 AVG)                             | |
| Orvin H. Ramlo                   | Estats Units           | U.S. Marine Corps                    | 5                                     | |
| WIlliam C. Reese                 | Estats Units           | USAAF                                | 5                                     | |
| Joseph E. Reulet                 | Estats Units           | U.S. Navy                            | 5                                     | |
| Thomas W. Rhodes                 | Estats Units           | U.S. Navy                            | 5                                     | |
| Vincent A. Rieger                | Estats Units           | U.S. Navy                            | 5                                     | |
| Andrew Ritchey                   | Estats Units           | USAAF                                | 5                                     | |
| Newell O. Roberts                | Estats Units           | USAAF                                | 5                                     | |
| Leroy W. Robinson                | Estats Units           | U.S. Navy                            | 5                                     | |
| Ross F. Robinson                 | Estats Units           | U.S. Navy                            | 5                                     | |
| Franklin Rose                    | Estats Units           | USAAF                                | 5                                     | |
| Gerald L. Rounds                 | Estats Units           | USAAF                                | 5                                     | |
| Henry S. Rudolph                 | Estats Units           | USAAF                                | 5                                     | |
| William A. Rynne                 | Estats Units           | USAAF                                | 5                                     | |
| Hartwell V. Scarborough          | Estats Units           | U.S. Marine Corps                    | 5                                     | |
| Thomas D. Schank                 | Estats Units           | USAAF                                | 5                                     | |
| Gordon E. Schecter               | Estats Units           | U.S. Navy                            | 5                                     | |
| John L. Schell                   | Estats Units           | U.S. Navy                            | 5                                     | |
| Raymond Scherer                  | Estats Units           | U.S. Marine Corps                    | 5                                     | |
| James F. Schilke                 | Estats Units           | USAAF                                | 5                                     | |
| Louis Schriber                   | Estats Units           | USAAF                                | 5                                     | |
| Duerr H. Schuh                   | Estats Units           | USAAF                                | 5                                     | |
| Robert B. Schultz                | Estats Units           | USAAF                                | 5                                     | |
| Harry H. Sealey                  | Estats Units           | USAAF                                | 5                                     | |
| Alexander F. Sears               | Estats Units           | USAAF                                | 5                                     | |
| Robert B. See                    | Estats Units           | U.S. Marine Corps                    | 5                                     | |
| Robert K. Seidman                | Estats Units           | USAAF                                | 5                                     | |
| Charles A. Shields               | Estats Units           | U.S. Navy                            | 5                                     | |
| Lester H. Sipes                  | Estats Units           | U.S. Navy                            | 5                                     | |
| Frank Sistrunk                   | Estats Units           | U.S. Navy                            | 5                                     | |
| Jack R. Smith                    | Estats Units           | USAAF                                | 5                                     | |
| Kenneth Smith                    | Estats Units           | USAAF                                | 5                                     | |
| Kenneth D. Smith                 | Estats Units           | U.S. Navy                            | 5                                     | |
| Paul A. Smith                    | Estats Units           | USAAF                                | 5 (incl 1 V-1)                        | |
| Virgil H. Smith                  | Estats Units           | USAAF                                | 5                                     | |
| Irl V. Sonner Jr                 | Estats Units           | U.S. Navy                            | 5                                     | |
| James Southerland                | Estats Units           | U.S. Navy                            | 5                                     | Creu dels Vols Distingits (2), Estrella de Plata, Cor Porpra |
| Arthur Spurgin                   | Austràlia              | Royal Australian Air Force           | 5                                     | |
| Clyde P. Spitler                 | Estats Units           | U.S. Navy                            | 5                                     | |
| William J. Stangel               | Estats Units           | USAAF                                | 5                                     | |
| Morris A. Stanley                | Estats Units           | USAAF                                | 5                                     | |
| Edgar E. Stebbins                | Estats Units           | U.S. Navy                            | 5                                     | |
| Edward J. Stefanski              | Estats Units           | USAAF                                | 5                                     | |
| Raymond D. Stehle                | Estats Units           | USAAF                                | 5                                     | |
| Carl V. Stone                    | Estats Units           | U.S. Navy                            | 5                                     | |
| Stoian Stoianov                  | Bulgària               | Reial Força Aèria Búlgara            | 5                                     | Medalla a la Valentia (2), Creu de Ferro |
| Johnnie C. Strange               | Estats Units           | U.S. Navy                            | 5                                     | |
| Richard C. Suehr                 | Estats Units           | USAAF                                | 5                                     | |
| Charles P. Sullivan              | Estats Units           | USAAF                                | 5                                     | |
| Robert C. Sutcliffe              | Estats Units           | USAAF                                | 5                                     | |
| John F. Sutherland               | Estats Units           | U.S. Navy                            | 5                                     | |
| John F. Swinburne Jr.            | Estats Units           | U.S. Navy                            | 5                                     | |
| William J. Sykes                 | Estats Units           | USAAF                                | 5 (+ 5 a terra)                       | |
| Stanley Synar                    | Estats Units           | U.S. Marine Corps                    | 5                                     | |
| Oliver B. Taylor                 | Estats Units           | USAAF                                | 5                                     | |
| William W. Taylor                | Estats Units           | U.S. Navy                            | 5                                     | |
| Robert D. Thompson               | Estats Units           | USAAF                                | 5                                     | |
| Robert E. Tierney                | Estats Units           | USAAF                                | 5 (incl 1 V-1)                        | |
| John A. Tilley                   | Estats Units           | USAAF                                | 5                                     | |
| Edward W. Toaspern               | Estats Units           | U.S. Navy                            | 5                                     | |
| John W. Topliff                  | Estats Units           | U.S. Navy                            | 5                                     | |
| Harrison B. Tordoff              | Estats Units           | USAAF                                | 5                                     | |
| Ross E. Torkelson                | Estats Units           | U.S. Navy                            | 5                                     | |
| Eugene P. Townsend               | Estats Units           | U.S. Navy                            | 5                                     | |
| Clifton H. Troxell               | Estats Units           | USAAF                                | 5                                     | |
| Peter J. Van Der Linden          | Estats Units           | U.S. Navy                            | 5                                     | |
| Rudolph D. Van Dyke              | Estats Units           | U.S. Navy                            | 5                                     | |
| Robert H. Vaught Jr.             | Estats Units           | USAAF                                | 5                                     | |
| John E. Vogt                     | Estats Units           | USAAF                                | 5                                     | |
| Horace Q. Waggoner               | Estats Units           | USAAF                                | 5 (+ 7.5 a terra)                     | |
| Walter B. Walker Jr.             | Estats Units           | USAAF                                | 5                                     | |
| Lyttleton T. Ward                | Estats Units           | U.S. Navy                            | 5                                     | |
| Jack R. Warren                   | Estats Units           | USAAF                                | 5                                     | |
| Ralph J. Watson                  | Estats Units           | USAAF                                | 5                                     | |
| Sidney W. Wheatherford           | Estats Units           | USAAF                                | 5                                     | |
| Willard J. Webb                  | Estats Units           | USAAF                                | 5                                     | |
| Gregory J. Weissenberger         | Estats Units           | U.S. Marine Corps                    | 5                                     | |
| Darrell G. Welch                 | Estats Units           | USAAF                                | 5                                     | |
| Albert P. Welles                 | Estats Units           | U.S. Marine Corps                    | 5                                     | |
| Robert G. West                   | Estats Units           | U.S. Navy                            | 5                                     | |
| Harry S. White                   | Estats Units           | U.S. Navy                            | 5                                     | |
| John H. White                    | Estats Units           | USAAF                                | 5                                     | |
| David C. Wilhelm                 | Estats Units           | USAAF                                | 5                                     | |
| Paul H. Wilkins                  | Estats Units           | USAAF                                | 5                                     | |
| William F. Wilson                | Estats Units           | USAAF                                | 5                                     | |
| Russell D. Williams              | Estats Units           | USAAF                                | 5                                     | |
| Robert A. Winston                | Estats Units           | U.S. Navy                            | 5                                     | |
| Ralph L. Wire                    | Estats Units           | USAAF                                | 5                                     | |
| Lee V. Wiseman                   | Estats Units           | USAAF                                | 5                                     | |
| John L. Wolford                  | Estats Units           | USAAF                                | 5                                     | |
| George L. Wrenn                  | Estats Units           | U.S. Navy                            | 5                                     | |
| Max J. Wright                    | Estats Units           | USAAF                                | 5                                     | |
| Vasseure F. Wynn                 | Estats Units           | USAAF                                | 5 incl (2,5 RAF)                      | |
| Robert R. Yaeger Jr.             | Estats Units           | USAAF                                | 5                                     | |
| Robert M. York                   | Estats Units           | USAAF                                | 5                                     | |
| Michael R. Yunck                 | Estats Units           | U.S. Marine Corps                    | 5                                     | |